# Montbau

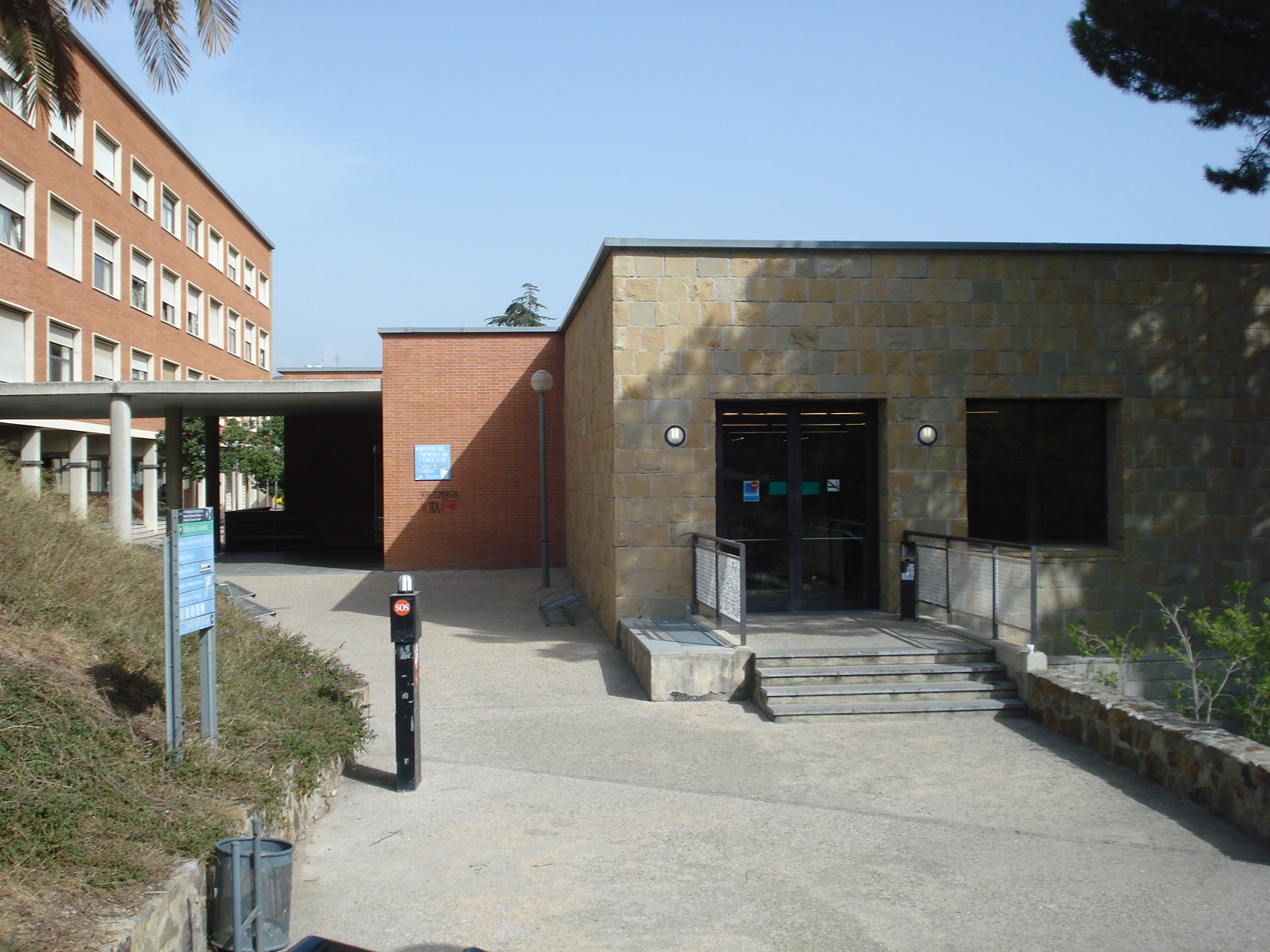
Edifici de Migdia: Facultat de Pedagogia i Facultat de Formació del Professorat

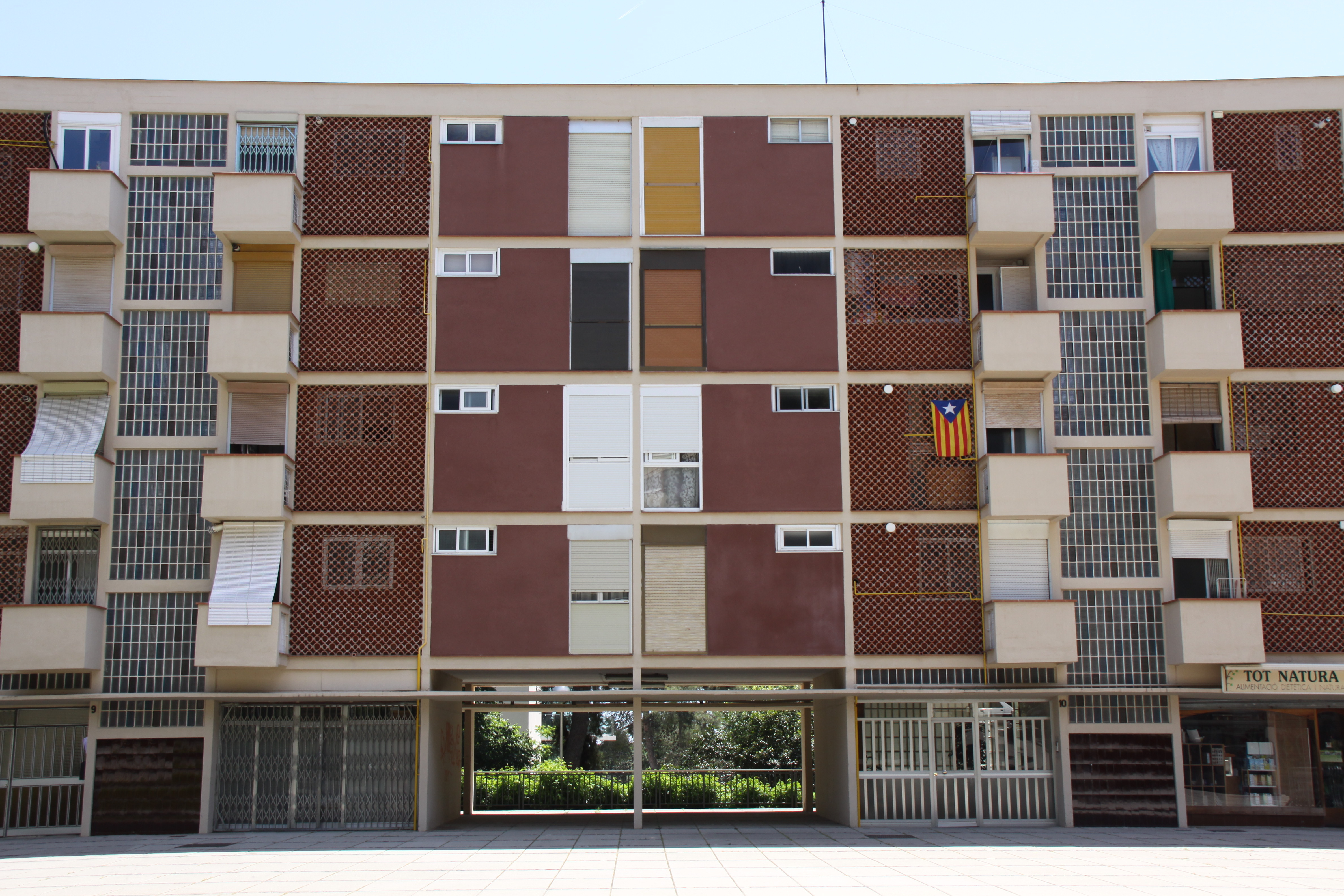
Un dels primers blocs de pisos construïts al barri

Montbau és un barri del districte d'Horta-Guinardó de la ciutat de Barcelona. Es troba al peu de la serra de Collserola, per sobre la Ronda de Dalt o el passeig de la Vall d'Hebron. Es creu que el nom del barri prové del nom orogràfic local torrent de Montbau.
El 60% de l'àrea del barri de Montbau està a dins del Parc natural de Collserola. Les 31 hectàrees restants estan ocupades per la zona urbanitzada de finals de la dècada de 1950 i així doncs, concentren el nucli habitat.

## Història
A l'època medieval, tota la zona entre els Tres Turons i la serra de Collserola era la vall d'Hebron, pel fet de ser terres del monestir de Sant Jeroni de la Vall d'Hebron. El 1732 els frares van adquirir en propietat els terrenys entre el torrent de Sant Genís i el torrent de Pomaret, que incloïen parcel·les que arribaven a l'ermita de Sant Cebrià, on hi havia una granja que s'havia anomenat can Morros, després can Meca, can Vidal i, finalment, can Casalins. Els Casalins els van vendre per 1.600 lliures barcelonines. Com que els jerònims ja tenien en propietat la finca de més avall, que havien comprat deu anys enrere als Gausachs, van anomenar aquesta la Granja Vella de Sant Jeroni, i la finca que acabaven de comprar la Granja Nova de Sant Jeroni. La Granja Vella actualment és Martí-Codolar, i on hi havia la Granja Nova ara hi ha l'Hospital de la Vall d'Hebron. On ara hi ha la segona fase de Montbau, al segle xviii hi havia el mas can Gelabert, després va ser can Generet, i el 1851 passa a anomenar-se can Barret, en adquirir-lo Francesc Barret i Druet i la seva esposa Constància Carafí i Foyé, que hi van construir magnífics jardins, templets, estanys i jocs d'aigua. La finca veïna era can Frares, on ara hi ha el recinte Mundet. Als jardins de can Barret es van conèixer Arístides Moragas i Barret (de can Frares) i Consol Barret i Carafí (de can Barret), que es van casar el 1863 a la capella de can Frares. El seu fill, Francesc Moragas i Barret va ser el fundador de la Caixa de Pensions per a la Vellesa i d'Estalvis de Catalunya i Balears.
En sentit estricte, Montbau és el polígon d'habitatges, però tot el territori que avui és el barri de Montbau havia pertangut a l'antic municipi de Sant Joan d'Horta. Eren terres de diferents heretats (can Barret, can Frares, can Gallart, etc-) amb algunes cases més modestes ocupades per persones que feien activitats de servei, de masoveria, de manteniment, entre d'altres.
A partir del 1957, el Patronat Municipal de l'Habitatge (PMH) va aprovar un pla general d'ordenació del territori i amb l'acció de diverses cooperatives d'habitatge es va edificar el polígon de Montbau en dues fases a partir de 1961. El projecte pretenia pal·liar la manca d'habitatge de Barcelona a causa de l'afluència immigratòria de l'època. El projecte encarregat era d'uns 1.300 habitatges seguint la línia urbanística racionalista del CIAM, la segona fase doblà la densitat que s'havia previst inicialment. La primera fase va ser projectada per l'equip d'arquitectes Guillermo Giráldez, Pedro López-Iñigo i Xavier Subias, i la segona pels arquitectes municipals Josep Soteras, Pedro López-Íñigo, Manuel Baldrich i Bonet Castellana. Entre el 1964 i 1968 es va construir un grup de 58 cases unifamiliars a la part més alta del nucli edificat del barri, conegudes popularment per les casetes blanques, projectades per l'arquitecte Joan Bosch i Agustí.

## Paisatge urbà
A la part de llevant del barri hi ha el campus de Mundet, on hi havia hagut les antigues Llars Mundet que fou una entitat de caràcter benèfic i que dona nom al campus. Al campus hi ha la facultat de Psicologia, Pedagogia de la Universitat de Barcelona i de Formació del Professorat, una residència geriàtrica i centres escolars.
També hi ha el Palau de les Heures, edificació noucentista i amb aires de castell francès que data de 1895 i que es troba envoltat de jardins, actualment la Universitat de Barcelona hi té alguns serveis.
A ponent hi ha la ciutat sanitària de la Seguretat Social, l'Hospital Universitari de la Vall d'Hebron, l'Hospital Sant Rafael i el CAP Sant Rafael, un conjunt d'equipaments més grans i més ben dotats de Catalunya i Espanya.

## Art a Montbau
Els carrers de Montbau tenen nom d'arts (Arquitectura, Escultura, Música, Poesia, Dansa, Cançó, Pantomima, Ceràmica, ...) o d'artistes (Vayreda, Roig i Solé, Clarà Ayats, Domènech i Muntaner, Joan Sales…).
A més, compta amb alguns exemples notables d'art públic:
- Ritme i projecció, de Marcel Martí i Badenes, al Pla de Montbau.
- Jardinets d'en Carles Soler, al carrer Vayreda, obra d'un veí d'aquest carrer.
- Mosaic de Montbau, plànol decoratiu del barri.
- Forma 212, de Josep Maria Subirachs i Sitjar, a l'entrada al recinte de Mundet. Primera escultura abstracta instal·lada en un indret públic de Barcelona.
- Superació, de Manuel Clemente Ochoa, a la plaça Anna Gironella del recinte de Mundet.
- Maternitat, de Carlos Ferreira de la Torre, davant de l'edifici Maternitat de l'Hospital Universitari Vall d'Hebron.
- La Font de la Pinça, situada al recinte de Mundet.

Els artistes del barri també tenen l'oportunitat d'exposar les seves obres (pintura, escultura, fotografia, esmalt al foc, vidre, marqueteria, etc.) a la 'Mostra d'art de Montbau', que se celebra cada any, des del 1976, durant la festa major del barri. L'any 2019 es va celebrar la 43a edició de la mostra.

## Transport

### Autobús
Als inicis del barri l'únic transport públic existent era l'autobús Empresa Casas, que venint de l'Avinguda Tibidabo, arribava a la plaça Eivissa, a Horta. Durant els primers anys només un autobús municipal arribava a Montbau, la línia 27, que venia de la plaça Espanya i acabava a les Llars Mundet. Posteriorment es va introduir la línia 26, de plaça Catalunya a Montbau. El 1996 va arribar la línia 10, que ja pujava pel carrer Poesia fins al carrer Vayreda. El 2012 es va substituir la línia 10 per la V21, de Montbau al Passeig Marítim.
El maig de 2019 es va instaurar a Montbau el bus de barri, la línia 135, amb 25 parades, 11 d'elles dins del barri i les restants als barris de Sant Genís i la Vall d'Hebron, passant pel mercat VH i l'Hospital VH. A partir del gener de 2022 la línia d'autobús passa a ser a demanda, passant a anomenar-se 'El meu Bus', de forma que mitjançant trucada de telèfon o aplicació al mòbil, es concerta la parada de pujada i l'hora, i la parada de baixada.

### Metro
El metro no va arribar a Montbau fins a l'any 1985. La línia 3 (Verda) del Metro de Barcelona: Zona Universitària - Lesseps, es va allarga fins Montbau, i va ser-ne l'estació terminal fins al 2001. El 2001 s'amplia la línia fins a Canyelles, i el 2008 arriba a Trinitat Nova. Dins dels límits del barri hi ha tres estacions de metro de la línia 3: Vall d'Hebron (on també hi arriba la línia 5), Montbau i Mundet.

### Bicing
No hi ha servei de bicicletes públiques (Bicing) a Montbau. Les estacions més properes, instal·lades el 2020, estan a la Vall d'Hebron.

## Festa Major
Sant Jeroni és el patró de la parròquia de Montbau i per aquest motiu es fa festa major al voltant del 30 de setembre. S'allarga durant 2 caps de setmana. A la Festa Major la cultura popular autòctona hi és representada amb els gegants de Montbau, els diables de Montbau, i també s'hi fa un matí d'entremesos ben complet, en què participen agrupacions de tota la ciutat. A més, la festa inclou l'aplec de l'ermita de Sant Cebrià i Santa Justina.